# Liolaemus dorbignyi
Liolaemus dorbignyi — вид ігуаноподібних ящірок родини Liolaemidae. Ендемік Аргентини. Вид названий на честь французького натураліста Алсида д'Орбіньї .

## Опис
Liolaemus dorbignyi є великими представниками свого роду, їх довжина (без врахування хвоста) становить 10 см.

## Поширення і екологія
Liolaemus dorbignyi мешкають в горах Сьєрра-де-Ф'ямбала в провінції Катамарка. Вони живуть на високогірних луках пуна. Зустрічаються на висоті від 3900 до 4350 м над рівнем моря. Живляться рослинністю, відкладають яйця.